# Bergl, Šmohor - Preseško jezero
Bergl je naselje občine Šmohor - Preseško jezero v okraju Šmohor na Koroškem v Avstriji.